# NX (Siemens)
NX ist ein interaktives CAD/CAM/CAE-System. Ursprünglich von Unigraphics Solutions auf Basis des eigenen Parasolid-Modellierkerns entwickelt, wurde das Unternehmen von Siemens übernommen und firmiert seitdem als Siemens Digital Industries Software, welche die Software weiterentwickeln und vertreiben.

## Lizenzmodell und Systeme
Die Software besitzt ein komplexes Lizenzmodell: Funktionen des Programms sind in „Anwendungen“ mit allgemeiner Funktionalität aufgeteilt und werden dort in speziellen Paketen gebündelt. Funktionen können nur verwendet werden, wenn das entsprechende Leistungspaket freigeschaltet ist. Die übergeordnete Anwendung ist NX Gateway, wofür jeder NX Anwender eine Lizenz besitzen muss. Die anderen Anwendungen sind optional und können je nach Anwender individuell konfiguriert werden.
Es werden in der Regel die beiden letzten Major Releases unterstützt. Fehler in älteren Versionen werden nur bei Reproduzierbarkeit in den aktuell unterstützen Versionen behoben. Seit der Version NX9 wird nur noch eine 64-Bit-Version angeboten; die 64-bit-Unterstützung wurde mit der NX4, parallel zur 32-Bit-Version, implementiert. Die Version für MacOS wurde mit NX12 eingestellt. Die Linux-Variante wird seit der Version 1847 nur im Batch Mode (Die Bezeichnung dieser Linux-Version ist „NX-Batch“) unterstützt (keine GUI-Anwendung mehr). Mit der Version 1847 wird die Anwendung als „Continuous Release“, ähnlich dem Versionierungsschema von Windows 10 gepflegt (Release Numbers für 1847 Series > PDF S. 19).

## Computer Aided Design (CAD)
Die CAD-Funktionen automatisieren die gewöhnliche Konstruktions-, Entwurfs- und Zeichenarbeit in den heutigen Fertigungsbetrieben. NX ist ein vollständig dreidimensionales System mit doppelter Genauigkeit, das die exakte Beschreibung fast jeder geometrischen Form ermöglicht. Durch Verbinden dieser Formen können Zeichnungen für Produkte erstellt, analysiert und erzeugt werden.

## Computer-aided manufacturing (CAM)
Die CAM-Funktionen bieten NC-Programmierung für moderne Werkzeugmaschinen unter Verwendung des NX-Konstruktionsmodells zur Beschreibung des fertigen Teils.
Nach Abschluss der Konstruktion ermöglicht die Anwendung „Manufacturing“ (Fertigung) das Auswählen der das Teil beschreibenden Geometrie, das Eingeben von Fertigungsdaten wie dem Werkzeugdurchmesser sowie das automatische Erzeugen einer Quelldatei für die Werkzeugpositionierung (Cutter Location Source File, CLSF), die zum Steuern der meisten NC-Maschinen verwendet werden kann.
Aus der vorhandenen Geometrie können sogar Daten für CNC-Brennmaschinen ausgelesen werden.

## Computer-aided engineering (CAE)
Die CAE-Funktionen bieten viele Möglichkeiten für die Simulation von Produkten, Baugruppen und Teileleistungen im gesamten Bereich der Konstruktion.

## Programmierschnittstellen (APIs)
Das Programm besitzt mehrere Programmierschnittstellen (APIs) zur Automatisierung von Arbeitsprozessen:
- NXopen (Java, C++, Visual Basic unter Verwendung des .Net-Frameworks, Python)
- Knowledge Fusion (Dateiformat dfa)

## Veröffentlichungsverlauf
| Name           | Version     | Release-Datum  |
| -------------- | ----------- | -------------- |
| Unigraphics    | R1          | April 1978     |
| Unigraphics    | R2          | Juli 1978      |
| Unigraphics    | R3          | Oktober 1978   |
| Unigraphics    | R4          | März 1979      |
| Unigraphics    | D1          | Dezember 1979  |
| Unigraphics    | D2          | September 1980 |
| Unigraphics    | D3.0        | April 1982     |
| Unigraphics    | D4.0        | September 1982 |
| Unigraphics II | 1.0         | August 1983    |
| Unigraphics I  | D5.0        | März 1984      |
| Unigraphics II | 2.0         | März 1985      |
| Unigraphics I  | D6.0        | August 1985    |
| Unigraphics II | 3.0         | November 1985  |
| Unigraphics II | 4.0         | November 1986  |
| Unigraphics II | 5.0         | Oktober 1987   |
| Unigraphics II | 6.0         | Dezember 1988  |
| Unigraphics II | 7.0         | Dezember 1989  |
| Unigraphics    | 8.0         | März 1991      |
| Unigraphics II | 9.0         | August 1992    |
| Unigraphics    | 10.3        | Juni 1994      |
| Unigraphics    | 11.0        | Januar 1996    |
| Unigraphics    | 12.0        | Januar 1997    |
| Unigraphics    | 13.0        | Juli 1997      |
| Unigraphics    | 14          | 22.06.1998     |
| Unigraphics    | 15.0        | November 1998  |
| Unigraphics    | 16.0        | September 1999 |
| Unigraphics    | 17.0        | Oktober 2000   |
| Unigraphics    | 18.0        | Juli 2001      |
| Unigraphics    | NX          | Juli 2002      |
| NX             | 2           |                |
| NX             | 3           |                |
| NX             | 4           |                |
| NX             | 5           | 16.04.2007     |
| NX             | 6           | 20.05.2008     |
| NX             | 7           | 20.05.2010     |
| NX             | 7.5         |                |
| NX             | 8           | 17.10.2011     |
| NX             | 8.5         |                |
| NX             | 9           | 17.10.2013     |
| NX             | 10          | 14.12.2014     |
| NX             | 11          | 08.09.2016     |
| NX             | 12          | 27.10.2017     |
| NX             | 1847 Series | Januar 2019    |
| NX             | 1872 Series | Juli 2019      |
| NX             | 1899 Series | Dezember 2019  |
| NX             | 1926 Series | Juni 2020      |
| NX             | 1953 Series | Dezember 2020  |
| NX             | 1980 Series | 18.06.2021     |
| NX             | 2007 Series | 11.12.2021     |
| NX             | 2206 Series | Juni 2022      |
| NX             | 2212 Series | Dezember 2022  |
| NX             | 2306 Series | Juni 2023      |
| NX             | 2312 Series | Dezember 2023  |
| NX             | 2406 Series | Juni 2024      |

Alle früheren Versionen inklusive 1980 Series – End of Standard Maintenance